# Sarah Wiame
Sarah Wiame est une artiste française contemporaine qui vit et travaille à Paris. 

## Biographie
Artiste graphique, auteur, peintre, graveuse, plasticienne, elle a étudié aux Beaux-Arts de Paris. 

Elle réalise également des livres d'artistes publiés notamment aux Céphéides, une maison d'édition qu'elle a fondée en 1991.
Elle a illustré des recueils de poèmes et des manuscrits de Jamel Eddine Bencheikh, Michel Houellebecq, Georges Emmanuel Clancier, Mireille Fargier-Caruso, Louis Dubost, Marie Alloy, Michel Meresse, Alain Lance, Susan Wicks ou Cozette de Charmoy et dernièrement Japh' Eiios sur des poèmes écrits pendant un séjour au Nunavut (Grand Nord canadien) dans la communauté de Pangiqtuuq.

### Principaux livres illustrés
- Le Bus, estampe (lithographie), Paris, Bellini, 1976
- Dormeurs, estampe (lithographie), Paris, Bellini, 1979
- La Vérité des visages, texte de Claudine Fournols, dessins de Sarah Wiame, Paris, Nathan, 1989
- Alchimiques, texte de Jamel Eddine Bencheikh, 11 sérigraphies de Sarah Wiame, Paris, Éditions Poëgram, 1991
- La Peau, poèmes de Michel Houellebecq, dessins de Sarah Wiame, Céphéides, 680 exemplaires, mai 1995
- La Ville, poèmes de Michel Houellebecq, dessins de Sarah Wiame, Céphéides, 25 exemplaires, janvier 1996
- Arbres, collages, poèmes de Jamel Eddine Bencheikh, Paris, 1996
- L'Arbre de vie, poème de Cozette de Charmoy, dessins, photographies et collages de Sarah Wiame, Paris, Céphéides, 1997
- Une chouette dans les pommes, texte de Jacqueline Astégiano, dessins-collage de Sarah Wiame, Chaillé-sous-les-Ormaux, Le Dé bleu, 1998
- Douceur jamais conquise, textes manuscrits de Richard Rognet, dessins, photographies et collages de Sarah Wiame,, Paris, Céphéides, 2006[4]
- Les yeux ont sorti leurs griffes, poèmes de Japh' Eiios,  dessins-collage avec 1 gravure originale de Sarah Wiame pour chaque exemplaire , Paris, Céphéides, 2014.